# Oxyde de samarium(III)
L'oxyde de samarium(III) ou sesquioxyde de samarium  est un composé chimique de formule Sm2O3.

## Préparation
L'oxyde de samarium(III) peut être préparé par deux méthodes :
1. décomposition thermique du carbonate, hydroxyde, nitrate, oxalate ou sulfate de samarium(III) :
Sm2(CO3)3 → Sm2O3 + 3 CO2
2. en brûlant le métal dans l'air ou l'oxygène à une température supérieure à 150 °C :
4 Sm + 3 O2 → 2 Sm2O3

## Réactions
L'oxyde de samarium(III) se dissout dans les acides minéraux, formant des sels après évaporation et cristallisation :
Sm2O3 + 6 HCl → 2 SmCl3 + 3 H2O
L'oxyde peut être réduit en samarium métallique en le chauffant avec un agent réducteur, tel que l'hydrogène ou le monoxyde de carbone, à température élevée.

## Utilisations
L'oxyde de samarium(III) est utilisé en optique comme verre absorbant l'infrarouge pour absorber le rayonnement infrarouge. Il est également utilisé comme absorbeur de neutrons dans les barres de contrôle des centrales nucléaires.  L'oxyde catalyse la déshydratation des alcools primaires acycliques en aldéhydes et en cétones.  Une autre utilisation est la préparation d'autres sels de samarium.